# Мофети

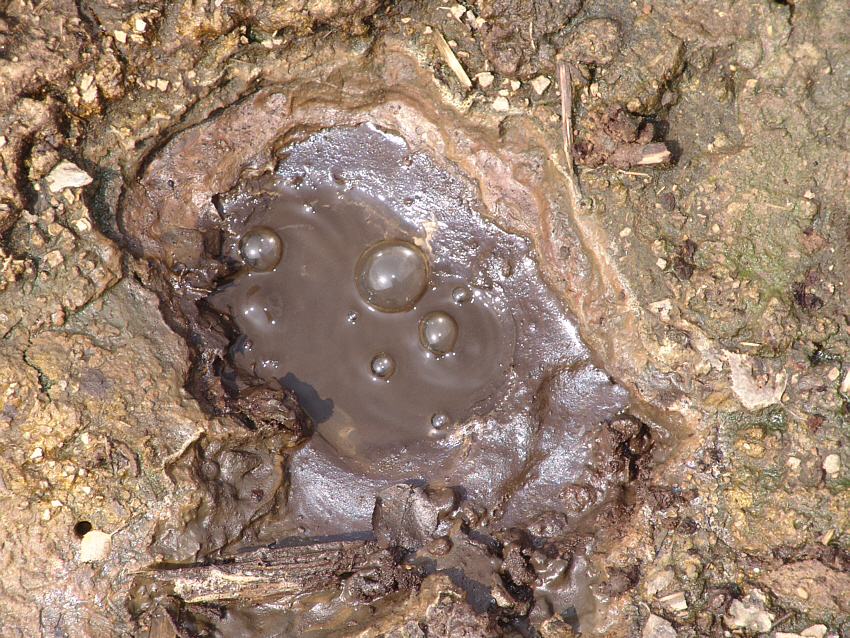
Мофети в заповіднику Соос, Чехія

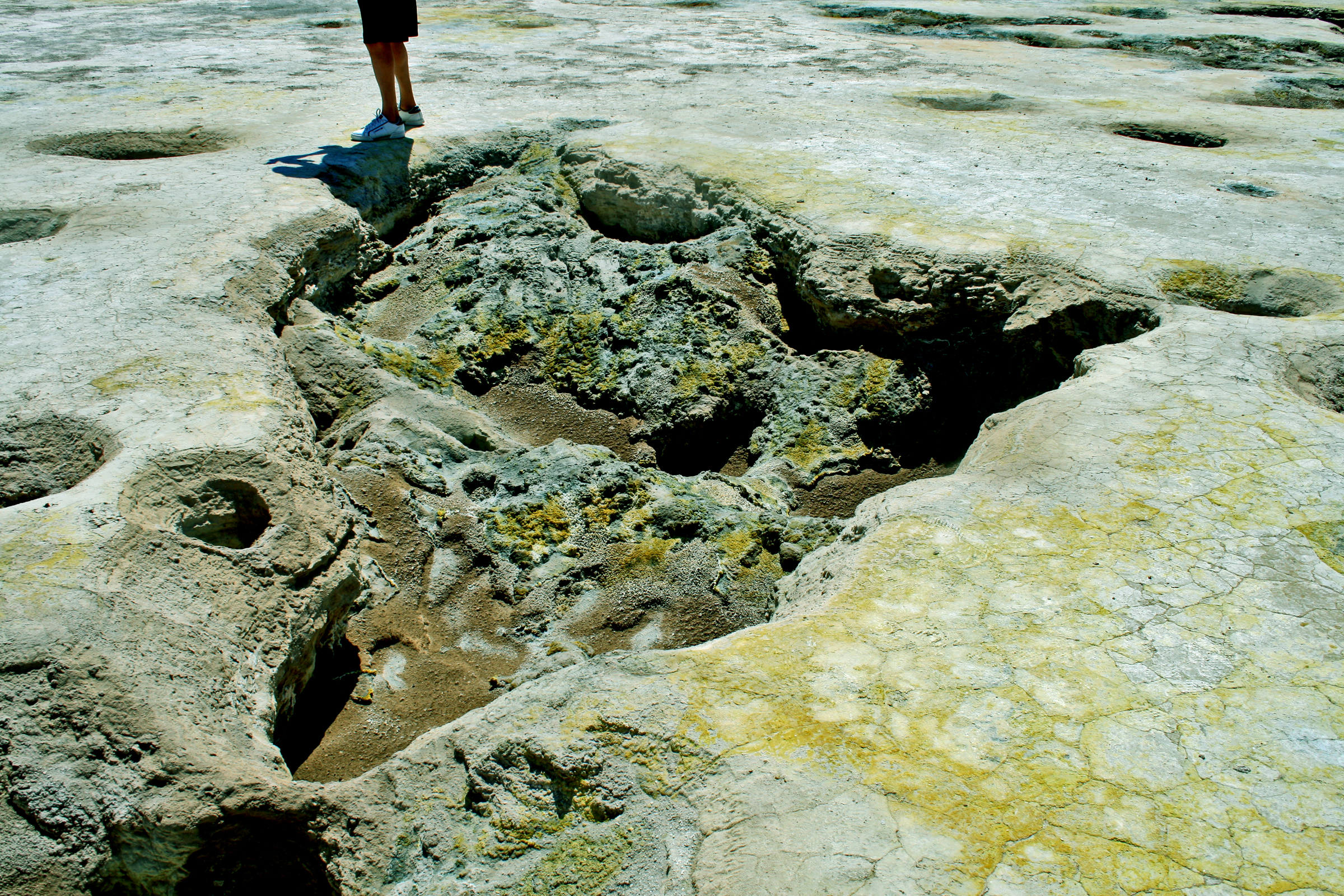
Мофети на острові Нісірос, Греція

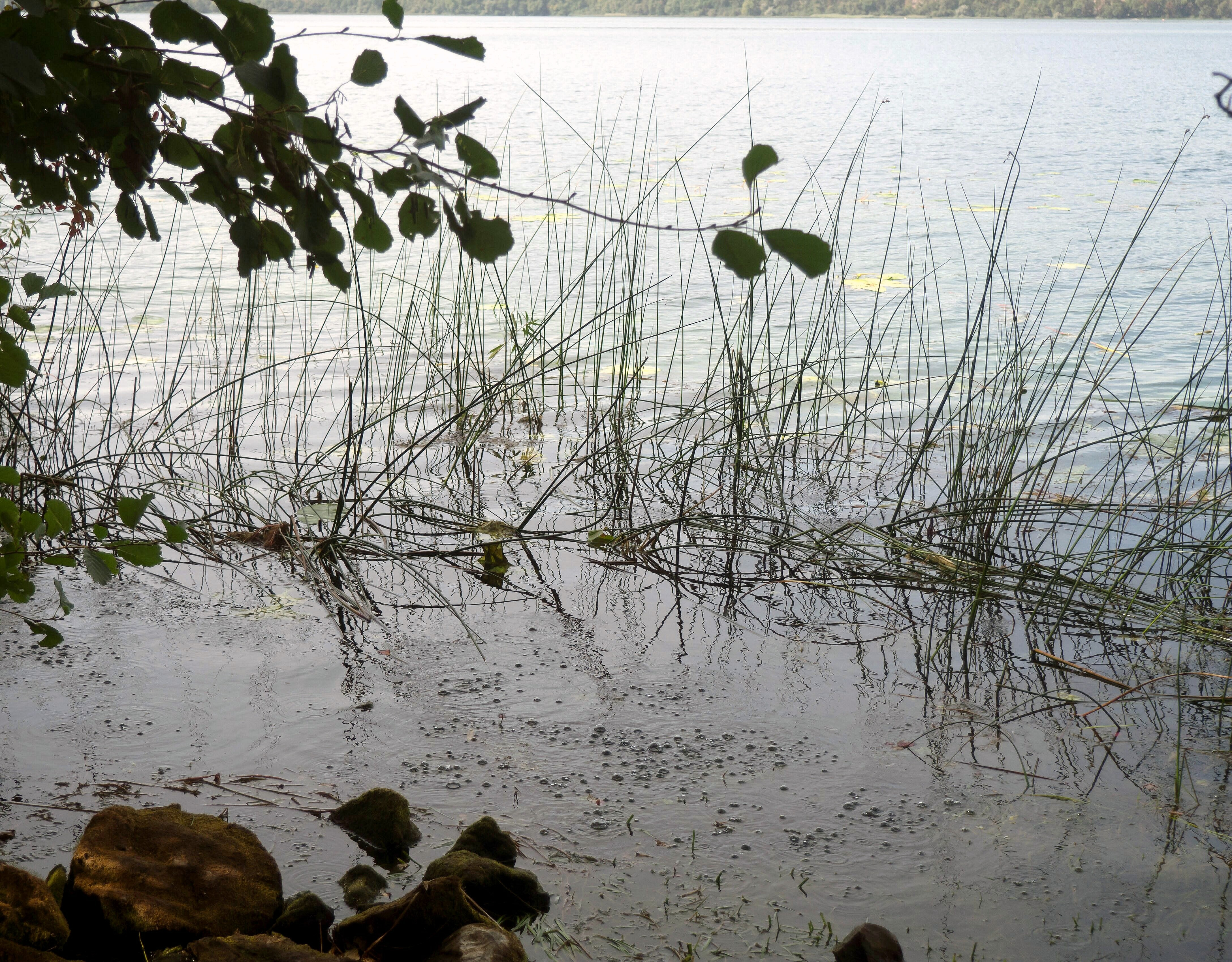
Мофети в озера Лаах, Рейнланд-Пфальц, Німеччина

Мофети (рос. мофеты, англ. moffetes, нім. Mofetten f pl) — струмені вуглекислого газу з домішками водяної пари та інших газів, які виділяються з невеликих каналів та тріщин на схилах вулкана та з незастиглих лавових потоків. Температура близько 100 °C.